# Court Tomb von Commons

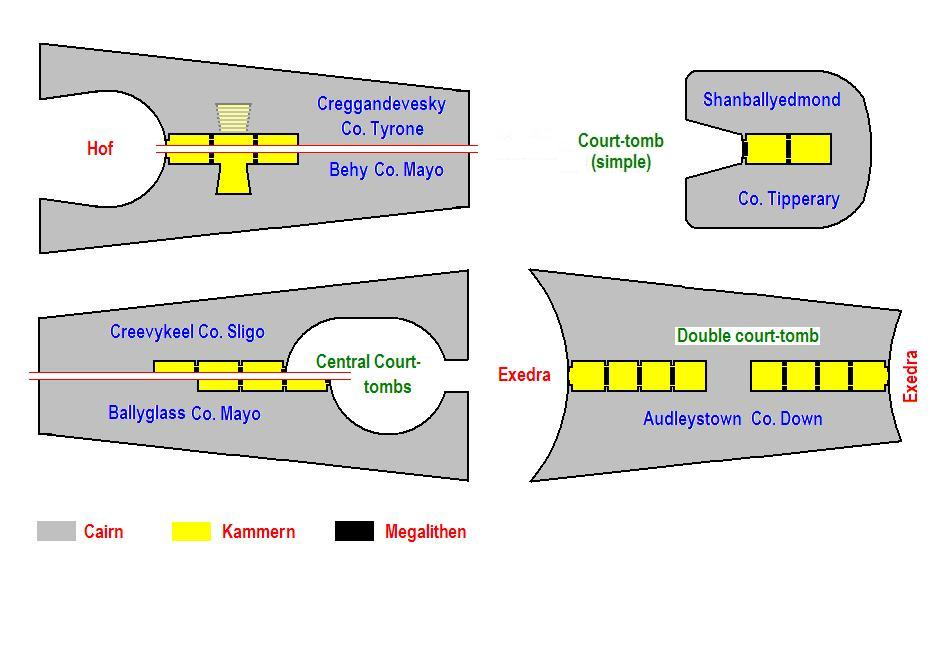
Formen von Court Tombs – Commons entspricht etwa der Anlage rechts unten

Das Court Tomb von Commons liegt auf einem kleinen Hügel im Weideland der Cooley-Halbinsel im Townland Commons (irisch An Coimín), etwa 2,2 km von Carlingford im County Louth in Irland entfernt. Es gibt ein Court Tomb gleichen Namens bei Fenagh im County Leitrim. Der Townlandname Commons ist in Irland weit verbreitet.
Court Tombs gehören zu den megalithischen Kammergräbern (englisch chambered tombs) in Irland und Großbritannien. Sie werden mit etwa 400 Exemplaren nahezu ausschließlich in Ulster im Norden von Irland beziehungsweise in Nordirland gefunden. 
Es ist auf der OS-Karte als Giant’s Grave (deutsch „Riesengrab“) gekennzeichnet. Es ist ein Double-Court Tomb an der Grenze zur Boundary of Carlingford parish, ehemals mit Höfen (englisch courts) im Nordwesten und Südosten. Erhalten ist aber nur die etwa 5,0 m lange und 1,0 m breite Galerie, die durch gegenüberliegende Pfosten in zwei Kammern unterteilt wird. Alle Orthostaten befinden sich in situ und es gibt zwei Zugangspfosten. Eine Feldmauer verläuft in einem Abstand von 1,0 bis 2,0 m entlang der Westseite des Court Tombs und über das nördliche Ende. Innerhalb der Mauer befinden sich mehrere große Steine, die aus dem Court Tomb stammen.